# Schönenberg (Germania)
Schönenberg è un comune tedesco di 347 abitanti, situato nel land del Baden-Württemberg.